# 波兒出城之妖壇教祖3點「畢露」搞硬美國佬
《G型教主》，2009年上映的美國仿紀錄片喜剧电影。由英国諧星沙格·畢朗·高漢主演，也是監製及編劇，這是他繼《波叔出城：哈薩克鄉下佬去美國搵著數》後的名作。該片以偽記錄片形式，講述同性戀的奧地利時裝節目主持人Brüno的奇遇。

## 演員
- 沙格·畢朗·高漢 飾 Brüno Gehard（英语：Brüno Gehard）
- Gustaf Hammarsten（英语：Gustaf Hammarsten） 飾 Lutz
- Clifford Bañagale（英语：Clifford Bañagale） 飾 Diesel
- Gary Williams 飾 the spiritualist
- Michelle McLaren 飾 the dominatrix
- Chibundu和Chigozie Orukwowu 飾 O.J.
- Josh Meyers（英语：Josh Meyers (actor)） 飾 Kookus
- Miguel Sandoval（英语：Miguel Sandoval） 飾 他自己 / D.A.（英语：District attorney） Manuel Devalos

客串飾演自己
- 寶拉·阿巴杜
- Ayman Abu Aita
- Yossi Alpher（英语：Yossi Alpher）
- Richard Bey（英语：Richard Bey）
- 波諾
- 夏里遜·福（未掛名）
- Brittny Gastineau（英语：Brittny Gastineau）
- 艾爾頓·約翰
- Ghassan Khatib（英语：Ghassan Khatib）
- 克里斯·馬汀
- 保羅·麥卡特尼
- Fabrice Morvan（英语：Fab Morvan）
- 羅恩·保羅
- 史萊許
- 史努比狗狗
- 史田

## 香港譯名
香港片名「波兒出城之妖壇教祖3點『畢露』搞硬美國佬」與沙格·畢朗·高漢上一部名作《波叔出城：哈薩克鄉下佬去美國搵著數》如出一徹，值得注意的是片名裡「波兒」和「畢露」都有相關之義：前者借用了同年在香港上映電影《崖上的波兒》之名，又指電影主角Brüno；後者既指「脫光」，亦指電影主角Brüno。

## 外部連結
- 官方网站